# .укр
A .укр (Punycode: .xn--j1amh) Ukrajna nemzeti karakterekkel (cirill írással) regisztrált internetes legfelső szintű tartománykódja.
Az Ukrajnával kapcsolatos entitások regisztrálhatnak doménneveket ide. A nevek kizárólag cirill karaktereket tartalmazhatnak. A domén delegációja 2013. február 8-án történt meg, az első két működő oldal a тест.укр és a уміц.укр voltak.
Ukrajna latin írással regisztrált TLD-je a .ua.

## Átírás, karakterkészlet
A укр (Україна) latin betűs átírása Ukrayina (Ukrajna). Az ICANN támogató szervezeteként működő Generic Names Supporting Organization (GNSO) egyik megőrzendőnek tartott alapelve, hogy a görög, illetve cirill ábécével írott legfelső szintű tartományok lehetőleg ne álljanak kizárólagosan olyan karakterekből, amelyek összetéveszthetők az azonos vagy hasonló alakú latin karakterekkel – ez a probléma különösen a cirill ábécével kapcsolatban áll fenn.

## Lásd még
- .рф
- .бг